# Raja' Bakriyyah
Raja’ Bakriyyah (in arabo ﺍﻛﺮﻢ ﻣﺴﻠﻢ‎?) (1974) è una scrittrice e artista palestinese.

## Biografia
Ha studiato presso l'Università di Haifa Arti plastiche ed è impegnata in ricerche accademiche sul teatro palestinese. Ha pubblicato diverse raccolte di racconti e romanzi per i quali ha ricevuto numerosi premi internazionali. Come artista, ha esposto le sue opere in varie Gallerie in Medioriente, Europa, Stati Uniti. Tra le sue principali opere letterarie, I flauti di settembre (Shafa ‘Amr 1991), L'ululato di una memoria (Nazaret 1995), Lo scrigno (Beirut 2002), La donna della lettera (Beirut 2007).

### Traduzioni
- Qui finisce la terra. Antologia di scrittori palestinesi in Israele, traduzione dall'arabo di Isadora D'Aimmo, collana Altriarabi (n. 9), il Sirente, Fagnano Alto, 2012, ISBN 978-88-87847-39-0.